# Főhajó

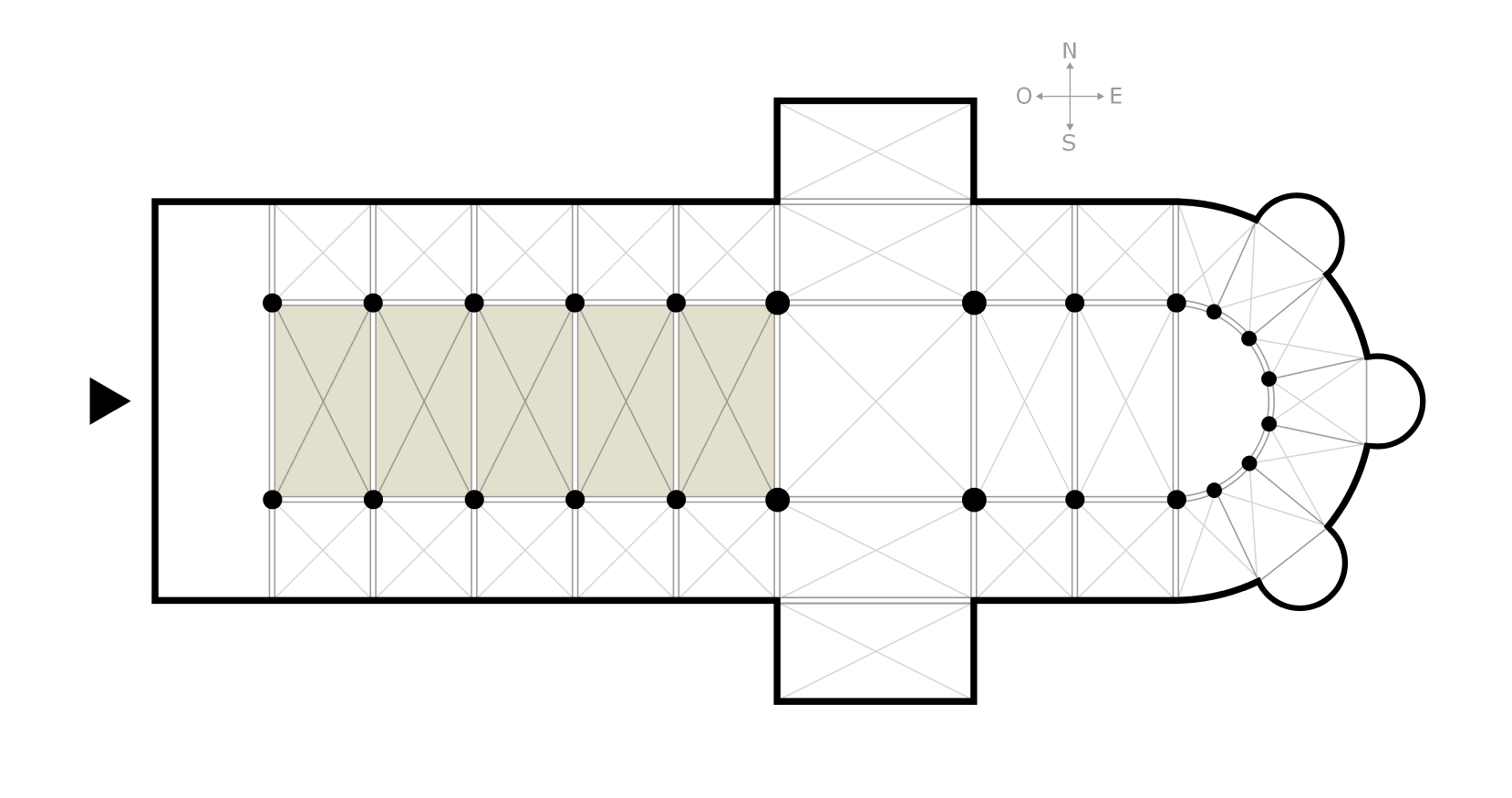
Főhajó

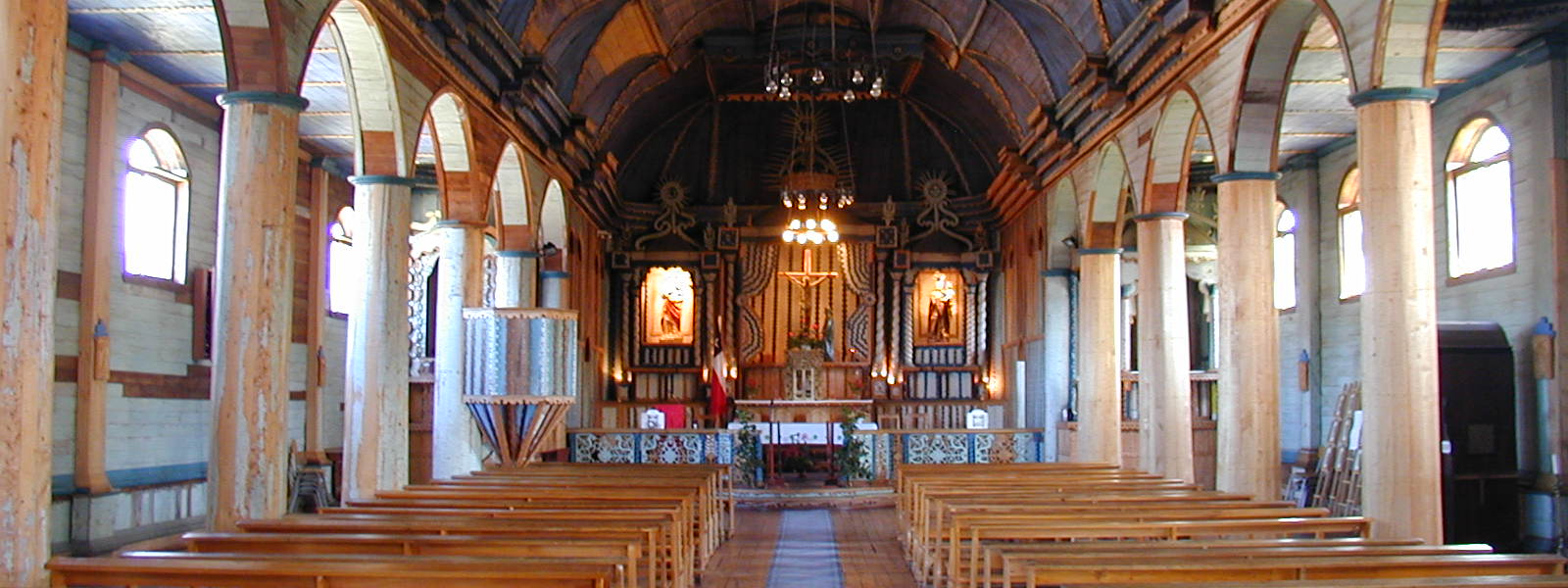
A főhajó mellett jól látszanak az árkádok mögött a mellékhajók

A főhajó vagy középhajó a bazilikális elrendezés legmagasabb tere, a hosszház legfontosabb része. A főhajó a homlokzat és a kereszthajó vagy kórus között helyezkedik el. Szélesebb, mint az oldalához kapcsolódó mellékhajók, illetve oldalhajók. A bazilikában a főhajó ablakokkal rendelkezik. A csarnoktemplom fő- és mellékhajói egyenlő magasságúak, így természetesen a főhajónak nem is lehetnek ablakai. A pszeudobazilika főhajója a mellékhajónál magasabb, de ablaktalan.
Az egyszerű kis templomok egyhajósak. A főhajó a mellékhajókkal alkotja a hosszházat. A főhajó a hívek helye a hagyományos templomokban. Rendszerint padokkal látják el.